# Shaw and Crompton
Shaw and Crompton is een civil parish in het bestuurlijke gebied Oldham, in het stedelijk graafschap (metropolitan county) Greater Manchester. De plaats telt 21.065 inwoners.
Het ligt 14 km ten noordoosten van de stad Manchester, 3,7 km ten noorden van Oldham en 5,8 km ten zuidoosten van Rochdale. 
De plaats was vroeger een deel van Lancashire en tijdens de Industriële revolutie was het een belangrijk centrum voor het spinnen van katoen. 